# Eutelia hamilatrix
Eutelia hamilatrix is een vlinder uit de familie van de Euteliidae. De wetenschappelijke naam van de soort is voor het eerst geldig gepubliceerd in 1950 door Draudt.